# واتارو موری
واتارو موری (انگلیسی: Wataru Mori؛ زادهٔ ۲۵ فوریهٔ ۱۹۸۳) بازیگر اهل ژاپن است.